# Basilica di Santa Maria Assunta (Aquileia)
La basilica patriarcale di Santa Maria Assunta è il principale edificio religioso di Aquileia (UD) e antica chiesa cattedrale del soppresso patriarcato di Aquileia.
Risalenti al IV secolo i resti più antichi, l'attuale basilica venne edificata nell'XI secolo e rimaneggiata nel secolo XIII. Sorge a lato della via Sacra, affacciando su piazza del Capitolo, assieme al battistero e all'imponente campanile.

## Storia

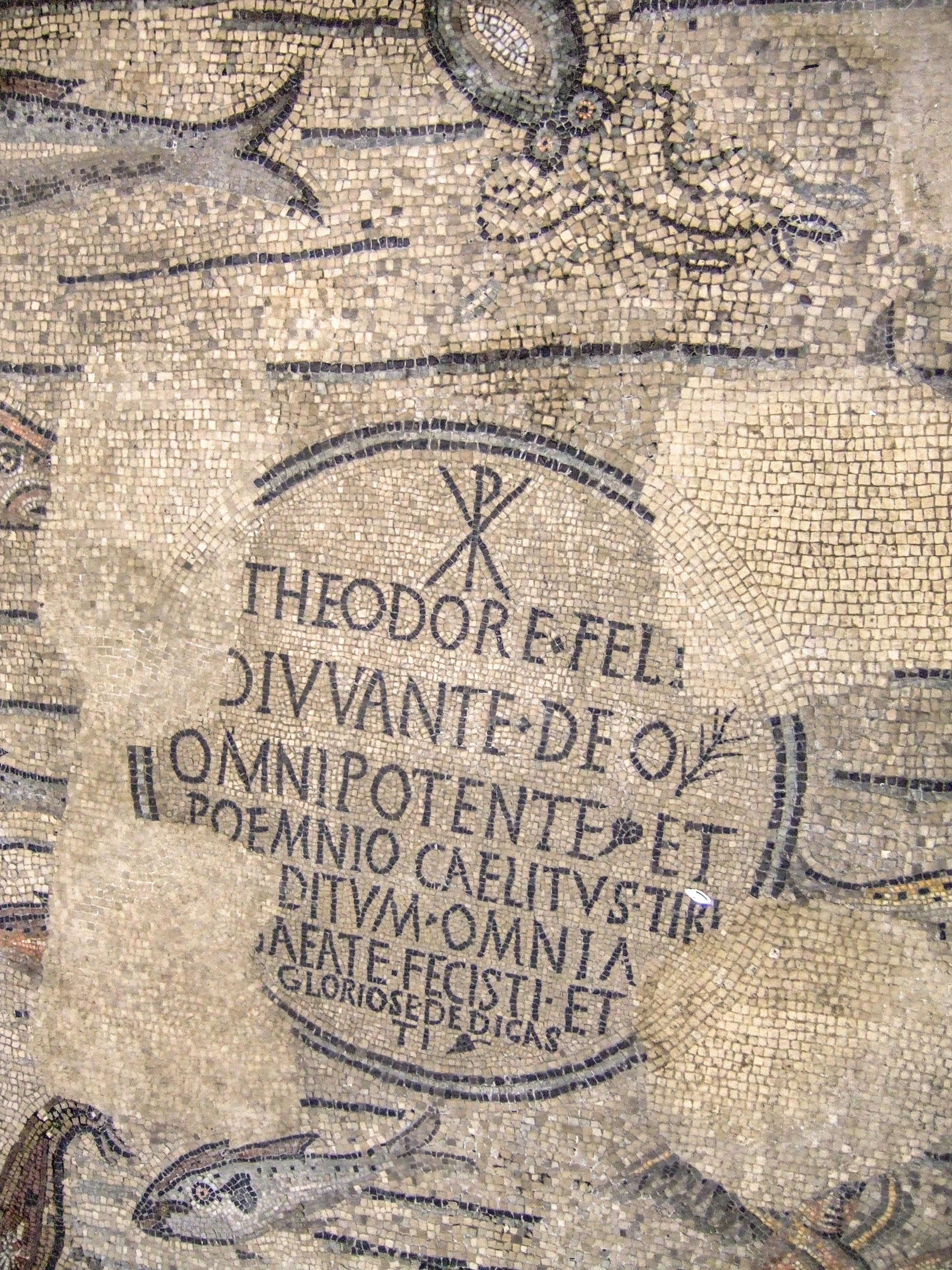
Mosaico con dedica al vescovo Teodoro (IV secolo). In alto è presente il monogramma cristiano, una delle prime attestazioni in un edificio pubblico. Il testo completo recita: "Theodore felix, adiuvante Deo omnipotente et poemnio caelitus tibi traditum omnia baeate fecisti et gloriose dedicasti" (Felice te, Teodoro, che con l'aiuto di Dio Onnipotente e del gregge che ti ha concesso, hai costruito questa chiesa e gloriosamente l'hai consacrata)

### Dalla fondazione all'VIII secolo
Una comunità di cristiani aderenti allo gnosticismo era presente in Aquileia nei primi secoli dell'era cristiana.
La basilica fu edificata a partire dall'anno dell'Editto di Costantino (313) o comunque pochi anni dopo, dal vescovo Teodoro con il diretto appoggio dell'imperatore Costantino. Gli edifici di quella costruzione, noti come aule teodoriane e ancora visitabili nella navata dell'edificio attuale e sotto le fondamenta del campanile, poggiavano su edifici romani (probabilmente vasti granai romani che di certo sorgevano nell'area presso la basilica), di cui presumibilmente vennero riutilizzate le mura perimetrali.
L'accesso alla struttura avveniva da est (n. 1 nella pianta accanto) e da qui si poteva accedere ai vari locali incluse varie piccole aule di servizio e lo spogliatoio (n. 3) dove i catecumeni si svestivano prima di ricevere il battesimo nell'adiacente battistero (n. 2). Le due aule parallele (n. 5 e 6) erano orientate da ovest ad est ed erano entrambe di circa 37x20 m. Erano collegate tra loro da un vestibolo o aula trasversale di 29x13 m (n. 4) orientato da sud a nord. Entrambe le aule erano prive di abside, con sei colonne che sostenevano un soffitto a cassettoni riccamente decorato e una pavimentazione costituita da uno straordinario complesso musivo a mosaico a tessere bianche. Una delle due aule (quella a nord o quella a sud) costituiva la chiesa vera e propria, mentre l'altra era un luogo in cui i battezzati ricevevano l'istruzione cristiana e si preparavano all'ingresso nella comunità. Il vestibolo fungeva da consignatorio, ovvero luogo in cui i battezzati ricevevano la cresima.
La successiva fase costruttiva della basilica risale alla metà del IV secolo, al tempo del vescovo Fortunaziano, con l'ampliamento dell'aula nord (73x31 m) e la creazione di un quadriportico antistante la facciata secondo uno schema riscontrabile nella contemporanea antica basilica di San Pietro a Roma e anche nel contemporaneo complesso di Treviri). La grande basilica, divisa in tre navate da ventotto colonne e ancora priva di abside, era collegata, attraverso il battistero, al catecumeneo della vecchia basilica teodoriana (aula sud).
Al vescovo Cromazio (388-407) si deve invece l'ampliamento dell'aula sud sino a 65x29 m e la costruzione di nuovi edifici, incluso l'attuale battistero. In questi anni si colloca il periodo di massimo splendore del patriarcato di Aquileia (della stessa epoca è il grande complesso di Monastero, sede di una numerosa comunità monastica femminile). La grande prosperità degli anni successivi al concilio di Aquileia si interrompe bruscamente nel 452, quando gli Unni, guidati da Attila, devastano la città e ne massacrano la popolazione. La basilica nord, bruciata durante i saccheggi, non venne più ricostruita. I grandi cantieri cittadini vennero abbandonati e la popolazione cittadina si ridusse notevolmente.
Secondo alcuni studiosi l'ampliamento dell'aula sud, che secondo altri sarebbe stato promosso da Cromazio, risale invece agli anni successivi la distruzione di Aquileia operata da Attila, allorché la popolazione rimasta e privata dell'aula nord decise di edificare la grande aula sud, che quindi viene chiamata dagli studiosi "cromaziana sud" (388-407) o "post-attilana" (dopo il 452) a seconda delle ipotesi. Al di là del periodo di costruzione, l'aula era divisa in tre navate da ventotto colonne e ancora priva di abside. Era preceduta da un porticato e ancora davanti vi era un cortile che la collegava al battistero.
È certo un contatto tra la Chiesa di Aquileia antica e quella di Alessandria d'Egitto, questa fondata sull'evangelizzazione apostolica e sul primo mandato episcopale affidato a Pietro e a Marco. I contatti, attraverso i traffici nel Mediterraneo, sono evidenti nell'impostazione teologica dei padri aquileiesi nell'ambito della controversia sull'eresia di Ario e soprattutto nella presenza del vescovo Atanasio di Alessandria, campione dell'ortodossia promossa dal concilio di Nicea e per questo motivo esiliato dalla sua Alessandria.

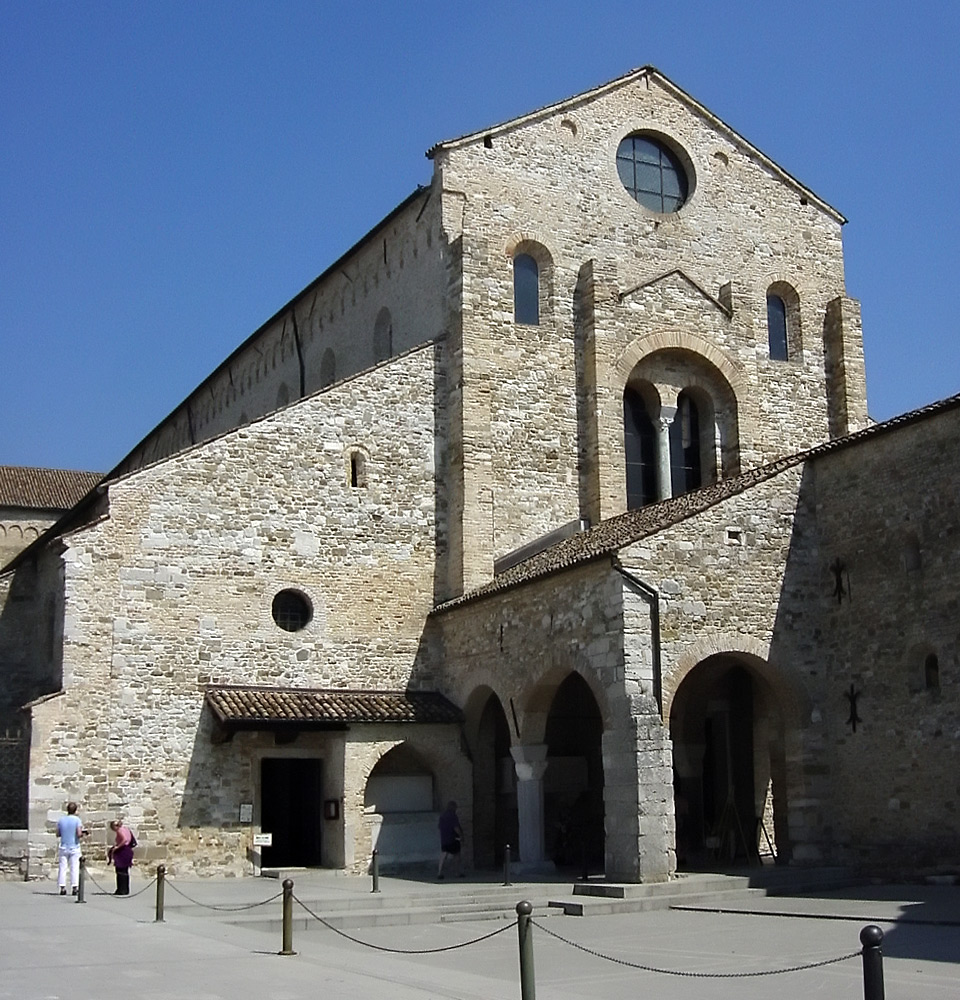
Facciata della basilica (XI secolo) e portico di Massenzio (IX secolo)

### Dall'XI secolo ai nostri giorni
Solo nella prima metà del IX secolo, a partire dall'811 il patriarca Massenzio, grazie all'appoggio di Carlo Magno, inizia l'opera di ristrutturazione degli antichi edifici. Viene riutilizzata l'aula sud del vecchio complesso, con l'aggiunta di un breve transetto, di un'abside centrale semicircolare (anche se all'esterno è delimitata da mura quadrate), di due absidiole laterali, di un porticato più stretto e avanzato, e della cosiddetta chiesa dei Pagani tra la basilica ed il battistero. Viene anche costruita la cripta.
Nel 988 un terremoto causa ingenti danni, che porteranno il patriarca Poppone ad attuare, nella prima metà dell'XI secolo fino alla consacrazione del 1031, un radicale restauro del complesso in forme romaniche, ricche di influenze carolinge-ottoniane. Viene riedificata la facciata (che lasciò però al suo posto il portico di Massenzio di due secoli prima), alzati tutti i muri laterali, aggiunto un soffitto a capriate lignee, rifatto l'altare ed affrescata l'abside.

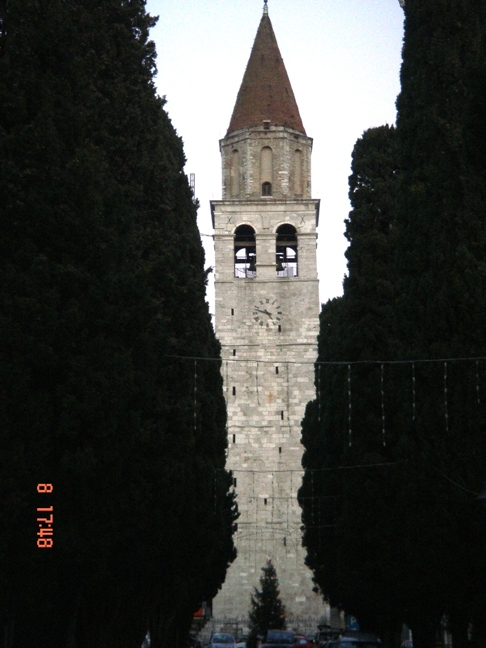
Il campanile della basilica (XI secolo)

L'ampio programma edilizio di Poppone, segno del nuovo benessere economico cittadino, culmina con la costruzione del grande Palazzo patriarcale (oggi distrutto) e soprattutto di un imponente campanile alto oltre 70 metri che domina sulla campagna friulana (realizzato in opera quadrata, con i massicci blocchi marmorei dell'antico anfiteatro) ispirato, si dice, al celebre faro di Alessandria e modello per moltissime torri campanarie successive.
Nella seconda metà del XII secolo il patriarca Ulrico di Treffen fa affrescare la cripta come la vediamo ancora oggi (intervento che alcuni studiosi anticipano invece al tempo di Poppone).
Un nuovo terremoto, nel 1348, spinge il patriarca Marquardo di Randeck a realizzare nuovi restauri e a sostituire gli archi a tutto sesto della navata centrale con archi a sesto acuto
L'ultimo grande intervento risale al Quattrocento, quando artigiani e carpentieri veneziani furono chiamati a realizzare il grandioso soffitto ligneo a carena di nave che tuttora si può osservare.

## Interno

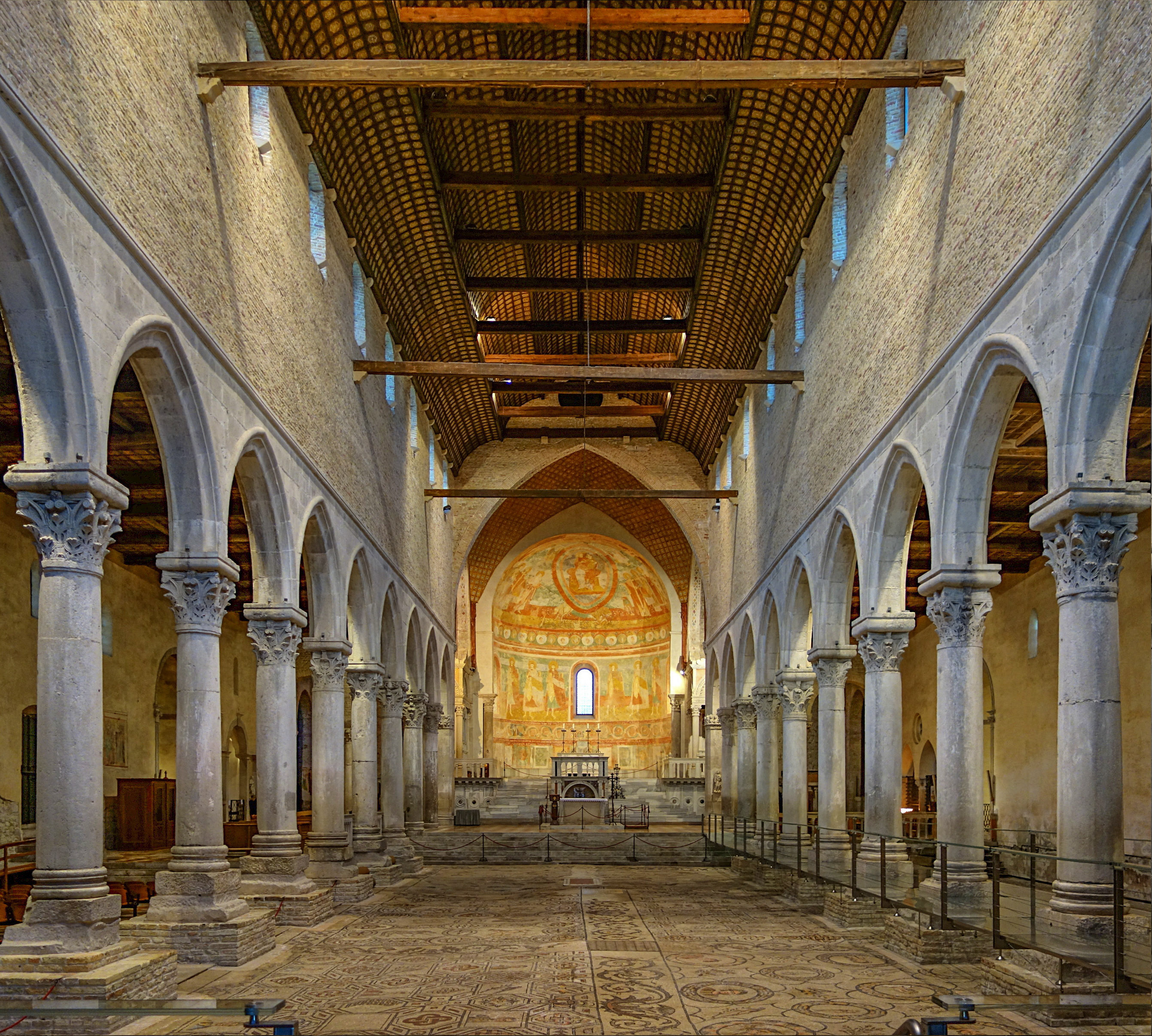
L'interno della basilica

Sulla sinistra, vicino all'ingresso della basilica è presente il Santo Sepolcro, struttura dell'XI secolo che riproduce il Santo Sepolcro di Gerusalemme, come descritto dalle antiche cronache medievali. La struttura era utilizzata durante la liturgia della Settimana santa.

### Mosaici
Il mosaico si estende per più di 760 m² e ancora oggi è il più antico mosaico cristiano e soprattutto il più grande in Occidente.
Le raffigurazioni principali del pavimento possono essere suddivise in quattro campate, partendo dall'entrata.
Nella prima compaiono vari ritratti di donatori, nodi ad ellissi incrociate detti di Salomone ed animali, nonché l'inserzione più tarda di un pannello con la lotta tra il gallo e la tartaruga, contesa simbolica tra il bene ed il male, presente anche nella Cripta degli scavi.

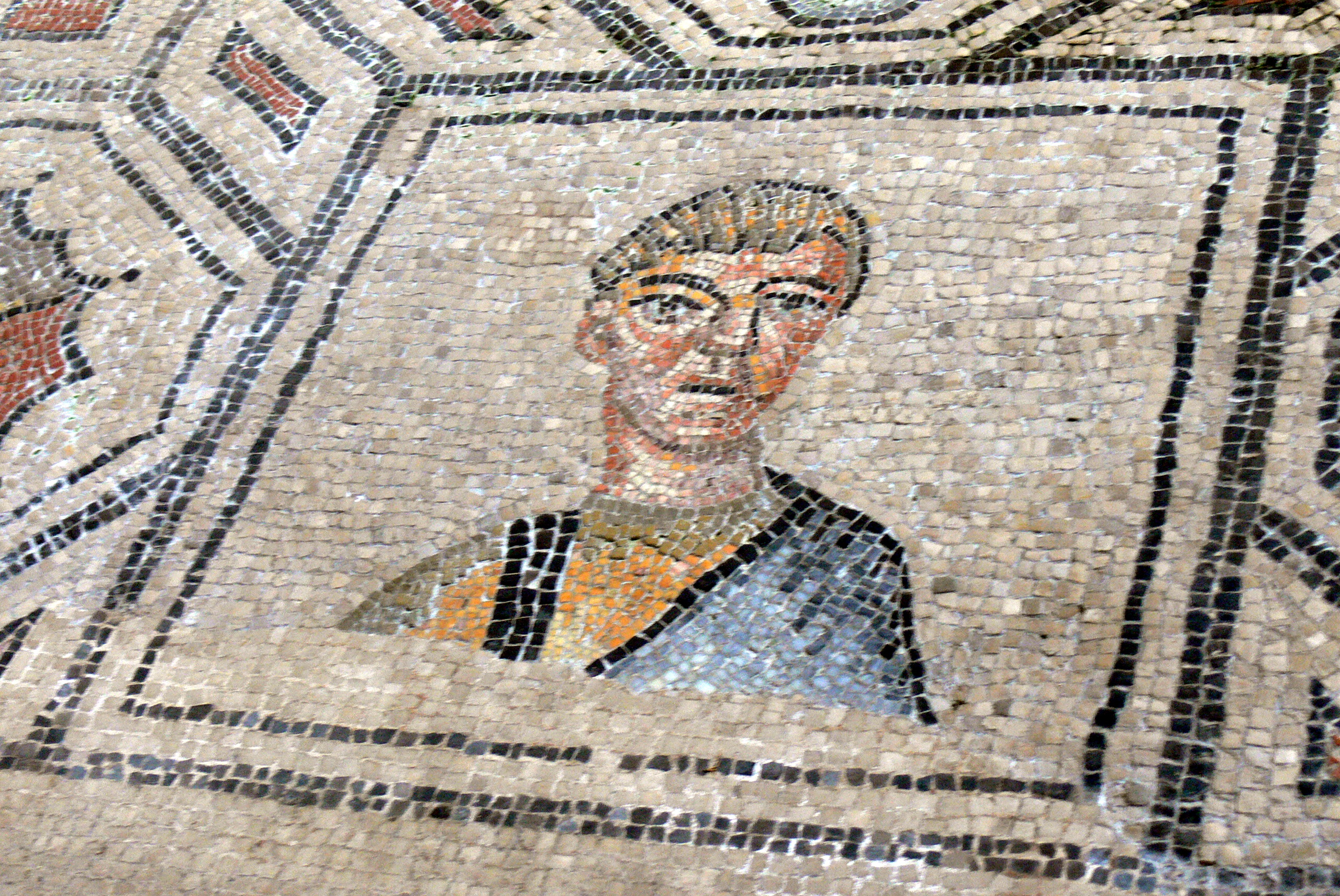
Mosaico con il ritratto di un donatore

Nella seconda campata sono di particolare interesse i ritratti sia maschili che femminili racchiusi in medaglioni clipeati, tra i quali vi sono anche le raffigurazioni delle stagioni. In questi ritratti assume un valore specifico la linea in tessere nere, che accentua appositamente colori e lineamenti, ed il contrasto delle tinte usate nei volti e nelle vesti. Secondo alcuni studiosi è possibile che nei principali ritratti siano da riconoscersi le effigi dell'imperatore Costantino e di altri membri della famiglia imperiale, tra cui la madre Elena e, tra i giovani, i quattro figli di Costantino stesso. L'Imperatore romano giunse più volte ad Aquileia tra il 313 ed il 333 d.C.; di conseguenza, la città ottenne benefici e generosi finanziamenti. Sempre nella seconda campata è rappresentato Gesù come Buon Pastore in un atteggiamento mediato dalla classicità pagana, con la pecora sulle spalle, esattamente come il dio Mercurio del mondo greco-romano. Intorno, in riquadri ottagonali, vi sono pesci, un cervo, una gazzella, vari uccelli posti su rami e cicogne.

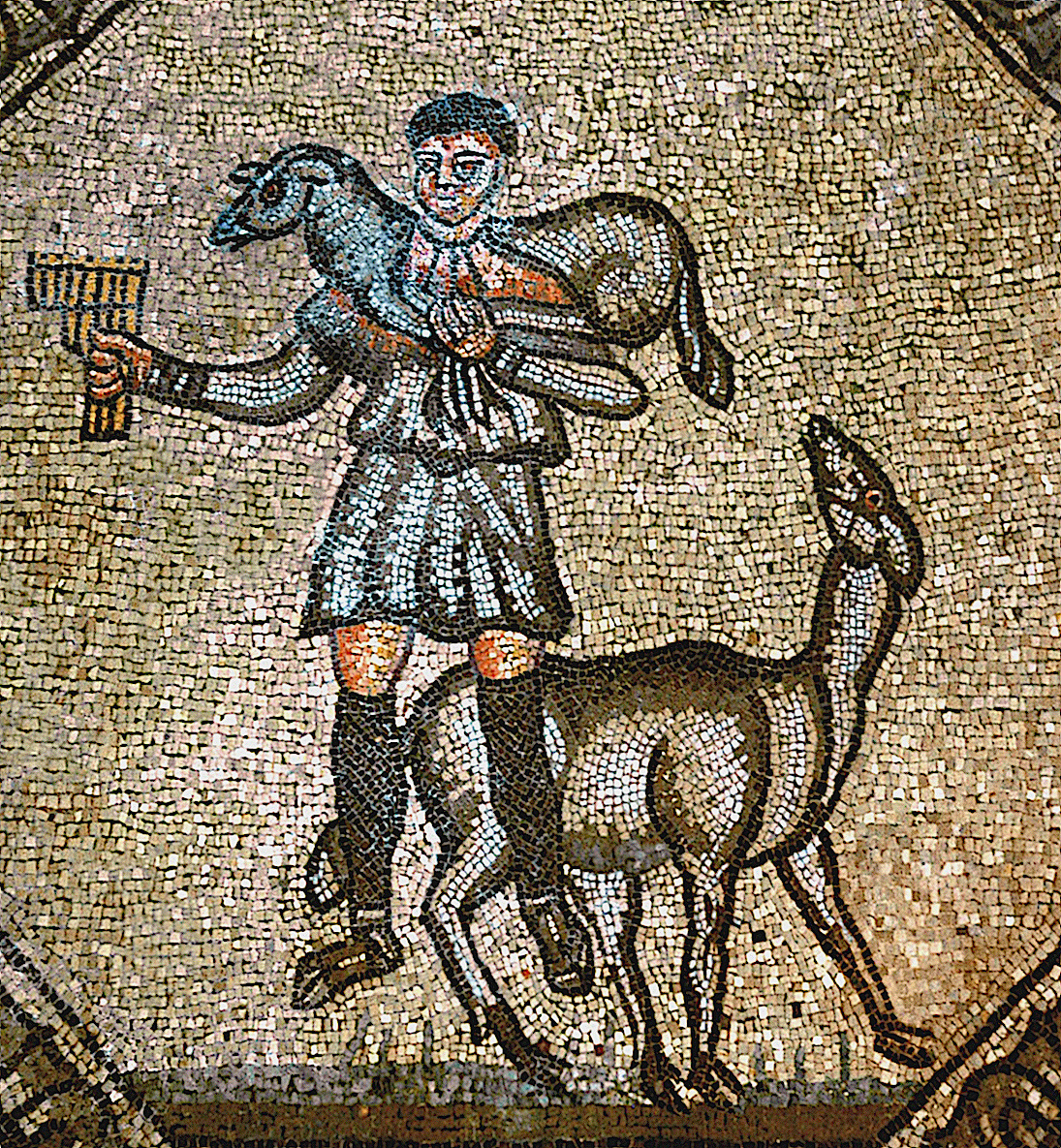
Mosaico del Buon Pastore

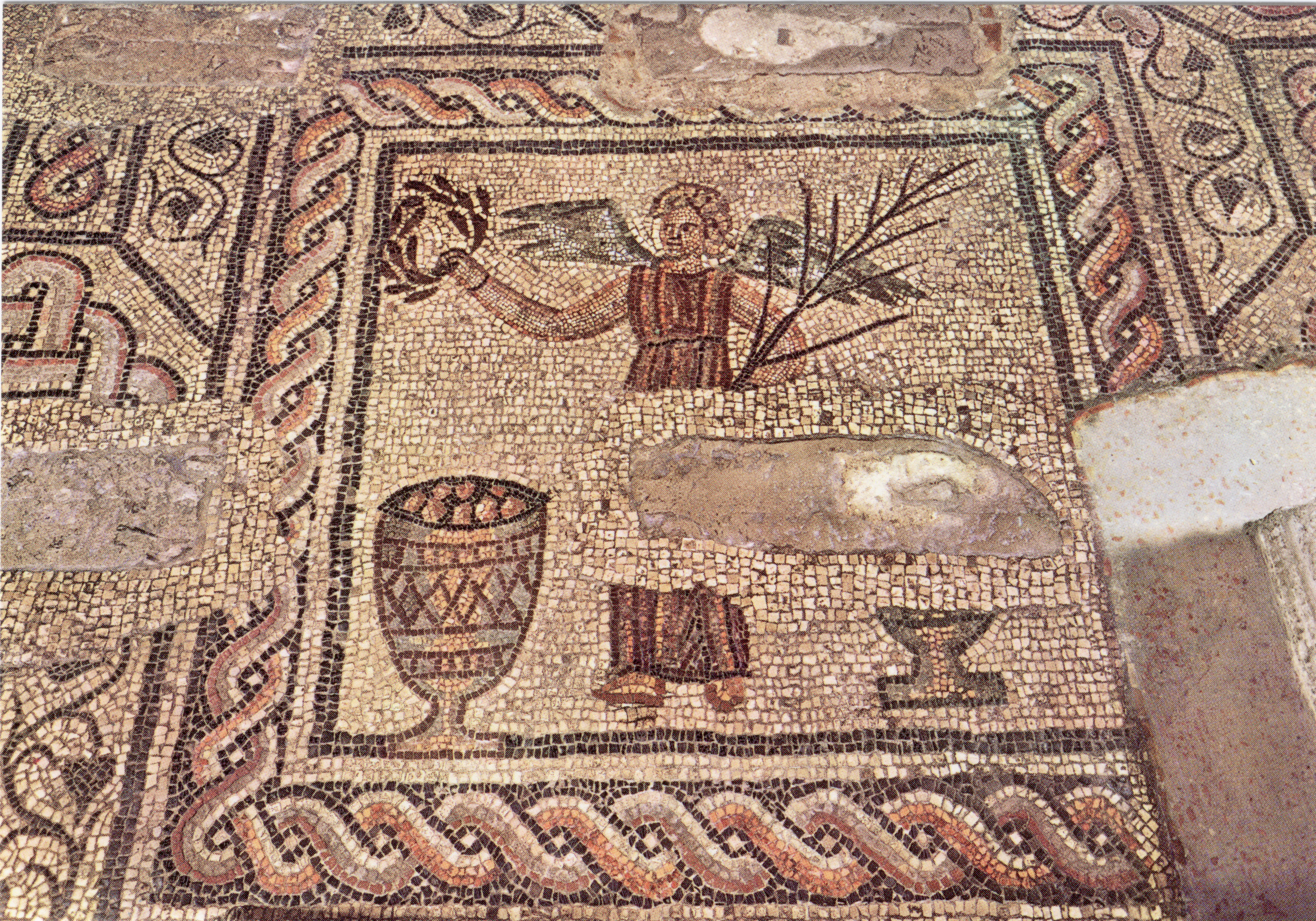
Mosaico della Vittoria eucaristica

Nella terza campata, dove a suo tempo si trovava l'altare, nel riquadro centrale si vede la scena allegorica di Vittoria alata con corona e palma. Il significato è di notevole importanza per la primitiva chiesa cristiana, che usciva vincitrice e di fatto diventava, dopo l'editto di Costantino, la principale religione dell'Impero romano.
Infine la quarta campata, che conclude il ciclo delle raffigurazioni, è costituita da un unico mirabile tappeto musivo, che rappresenta un mare pescoso, con la storia di Giona, profeta ebraico, inviato da Dio per predicare nella città di Ninive in Mesopotamia. Giona si era opposto ed era fuggito su una nave di Fenici; gettato in mare dai marinai e poi inghiottito da un mostro marino, venne poi sputato dallo stesso mostro sui lidi della Palestina. La vicenda di Giona è un motivo ricorrente nell'arte paleocristiana, perché strettamente connesso con la risurrezione dei morti. Le immagini più interessanti sono:
- Giona con le braccia alzate in atto di preghiera invoca Dio per salvare la nave e l'equipaggio dalla tempesta;
- Giona tra le fauci del mostro marino, qui raffigurato come pistrice, animale fantastico della mitologia greco-romana;
- Giona viene sputato dal mostro;
- Giona si riposa sotto un pergolato di viticci di zucca.

Tutto intorno, tra linee che indicano le onde marine, svariati pesci, polipi, molluschi ed anche anatre.
Quasi al centro del tappeto marino si vede l'epigrafe riferita al vescovo Teodoro, posta a compimento del mosaico, dopo la scomparsa di Teodoro stesso. Sull'epigrafe si può leggere:
Numerose altre immagini e allegorie cristiane sono presenti sui mosaici: il "pesce", ichthys in greco, acronimo di Ἰησοῦς Χριστός, Θεοῦ Υἱός, Σωτήρ (Iesoùs Christòs Theoù Uiòs Sotèr, cioè "Gesù Cristo Salvatore figlio di Dio"); la pesca; l'uva; gli uccelli; la lotta tra il gallo e la tartaruga. Il gallo, che canta all'alba al sorgere del sole, è ritenuto simbolo della luce di Cristo. La tartaruga è simbolo del male, del peccato a causa dell'etimologia del termine che è dal greco tartarukos, "abitante del Tartaro". Su un mosaico raffigurante la lotta tra gallo e tartaruga sta in mezzo una colonnina sormontata dal premio per il vincitore. Sulla colonnina ci sono altri due simboli (visibili solo con occhio attento perché di colore molto simile al fondo su cui si trovano): l'infinito, che richiama la realtà del mistero divino, che non ha né inizio né fine; e tre C (CCC), simbolo del Mistero Trinitario, ma soprattutto della croce, lo strumento di vittoria dei cristiani: in greco il numero 300 (CCC) è indicato dalla lettera TAU (T), il cui significato relativo alla croce è abbastanza evidente nell'Apocalisse di Giovanni, dove gli appartenenti all'Agnello vengono segnati con una tau come pure nella letteratura dei Padri della Chiesa.
Frequenti sono pure le raffigurazioni del già citato nodo di Salomone, simbolo di unione fra l'uomo e la sfera del divino.
Tra i mosaici della "cripta degli scavi" incontriamo immagini di difficile interpretazione. Numerosi studi sono stati compiuti, alcuni dei quali individuano legami con lo gnosticismo alessandrino, con il testo Pistis Sophia. Tra i mosaici di questa cripta incontriamo un asino scalpitante che per alcuni è una raffigurazione del diavolo che si rifiuta di riconoscere Cristo, mentre per altri è una rappresentazione del cristiano che si è liberato dalle catene della schiavitù del peccato. Il capro che indossa i simboli della dignità episcopale probabilmente è un richiamo al ruolo della Chiesa e del vescovo che è "pastore dell'unico Pastore". I polli sultani sono forse un richiamo alla bellezza della comunità dei discepoli di Cristo. Il nido di pernici potrebbe simboleggiare il Cristo che cova nello stesso nido della Chiesa ebrei e "gentili". E misteriosa è l'aragosta (o l'astice) presente in questi mosaici.

### Presbiterio

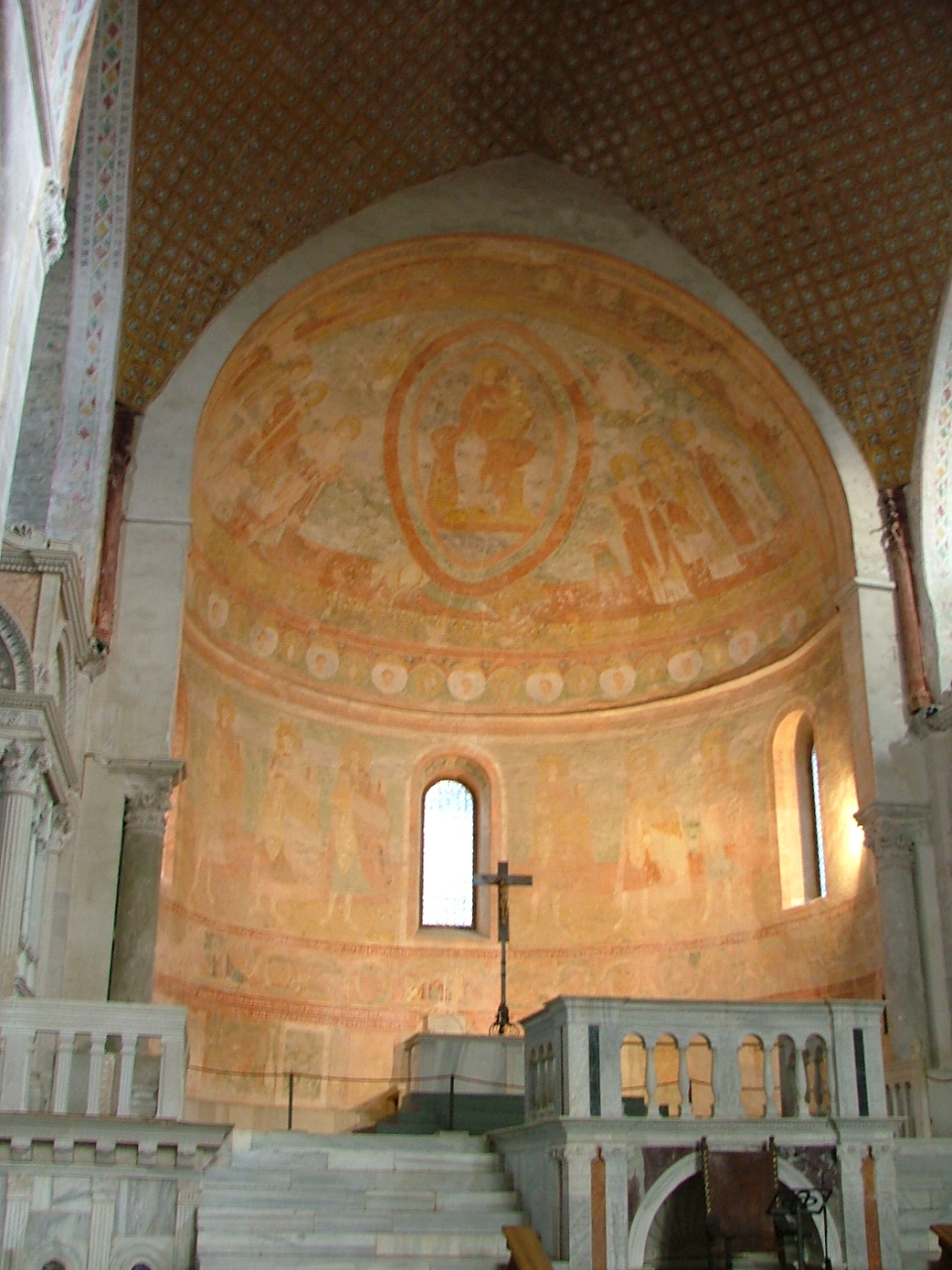
Vista dell'abside

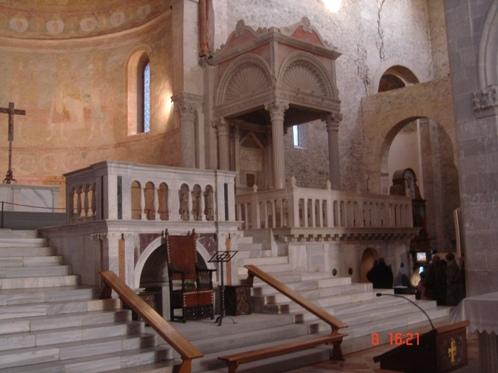
Abside, Tribuna e Magna

La Tribuna Magna è un'opera scultorea di Bernardino da Bissone. Il catino e le pareti dell'abside sono decorati con affreschi che risalgono ai lavori del patriarca Poppone.
Si possono notare:
- Madonna con bambino in trono attorniata dai simboli evangelici;
- Santi aquileiesi, posti ai lati.

Tra questi ultimi, sulla sinistra, tra la prima e la seconda figura, si può notare il patriarca Poppone che presenta il modello della Basilica alla Vergine, mentre a destra, tra i santi Ermacora e Fortunato, è raffigurato l'imperatore Corrado; ovviamente in entrambi i casi i personaggi sono dipinti in dimensioni minori.
Sotto una teoria di santi e di martiri. Una lunga scritta ricorda la data del 13 luglio 1031, data della consacrazione della basilica nella festività dei santi Ermacora e Fortunato. Alla celebrazione religiosa erano presenti due cardinali inviati da Roma e molti vescovi suffraganei di Aquileia.

### Cappella di sant'Ambrogio o dei Torriani
Sulla navata destra in fondo, chiusa da una cancellata, si trova la cappella di Sant'Ambrogio o dei Torriani voluta nel 1298 dal patriarca milanese Raimondo della Torre (1273 - 1299). Fu destinata a sepoltura della famiglia (ben quattro Della Torre furono patriarchi e tre riposano nella cappella): l'arca in marmo rosso a sinistra è la tomba di Raimondo, la seconda semplice senza decorazioni è quella di Pagano. A destra vi è quella in marmo bianco di Rainaldo, figlio di Corrado della Torre e tesoriere della chiesa aquileise, e quella di Ludovico. Nel mezzo la lastra tombale di Allegranza da Rho moglie di Corrado e madre di Rainaldo. Alla parete l'affresco con la Crocifissione e quello con i membri della famiglia dei Della Torre.

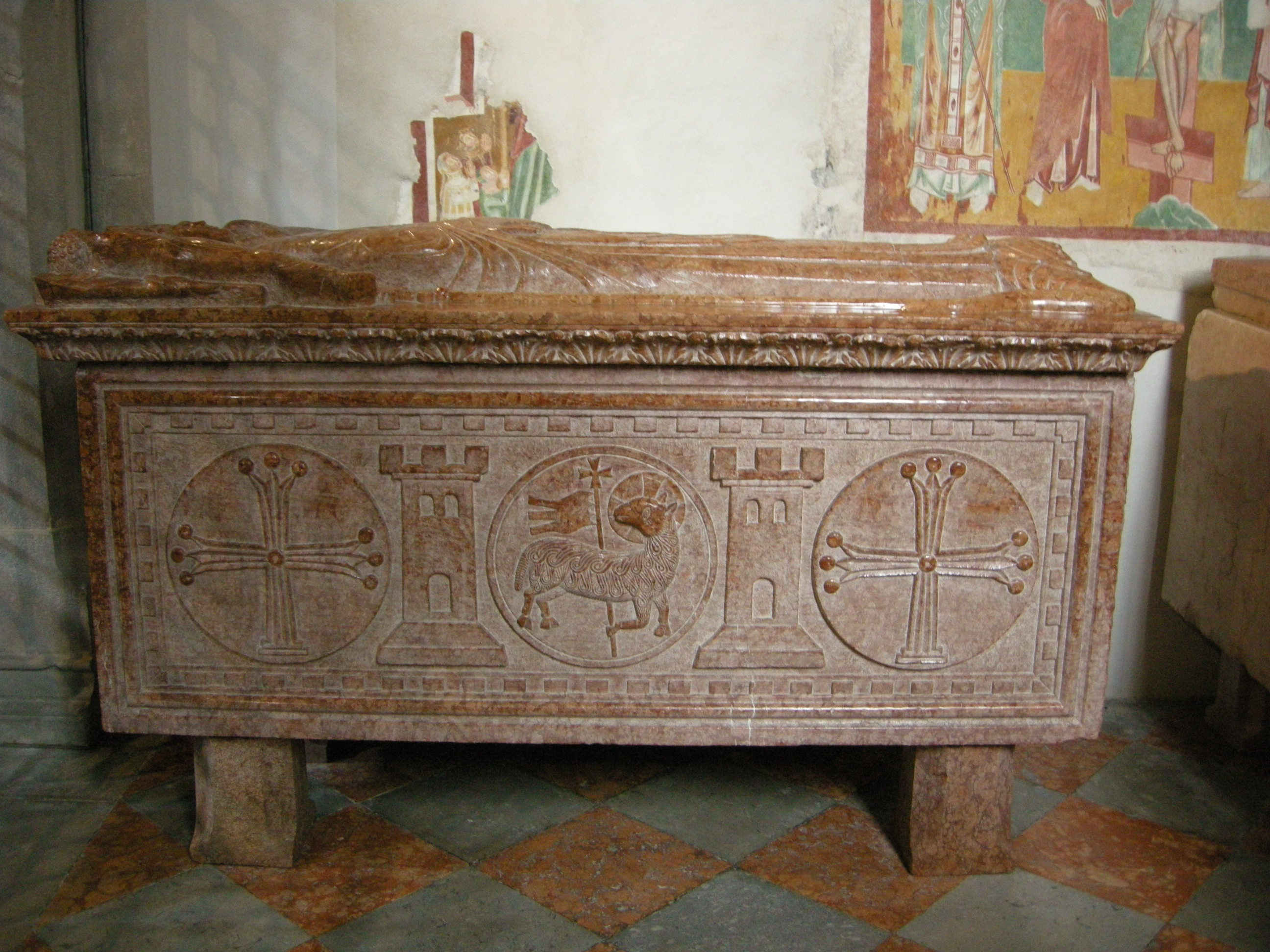
Tomba del patriarca Raimondo della Torre
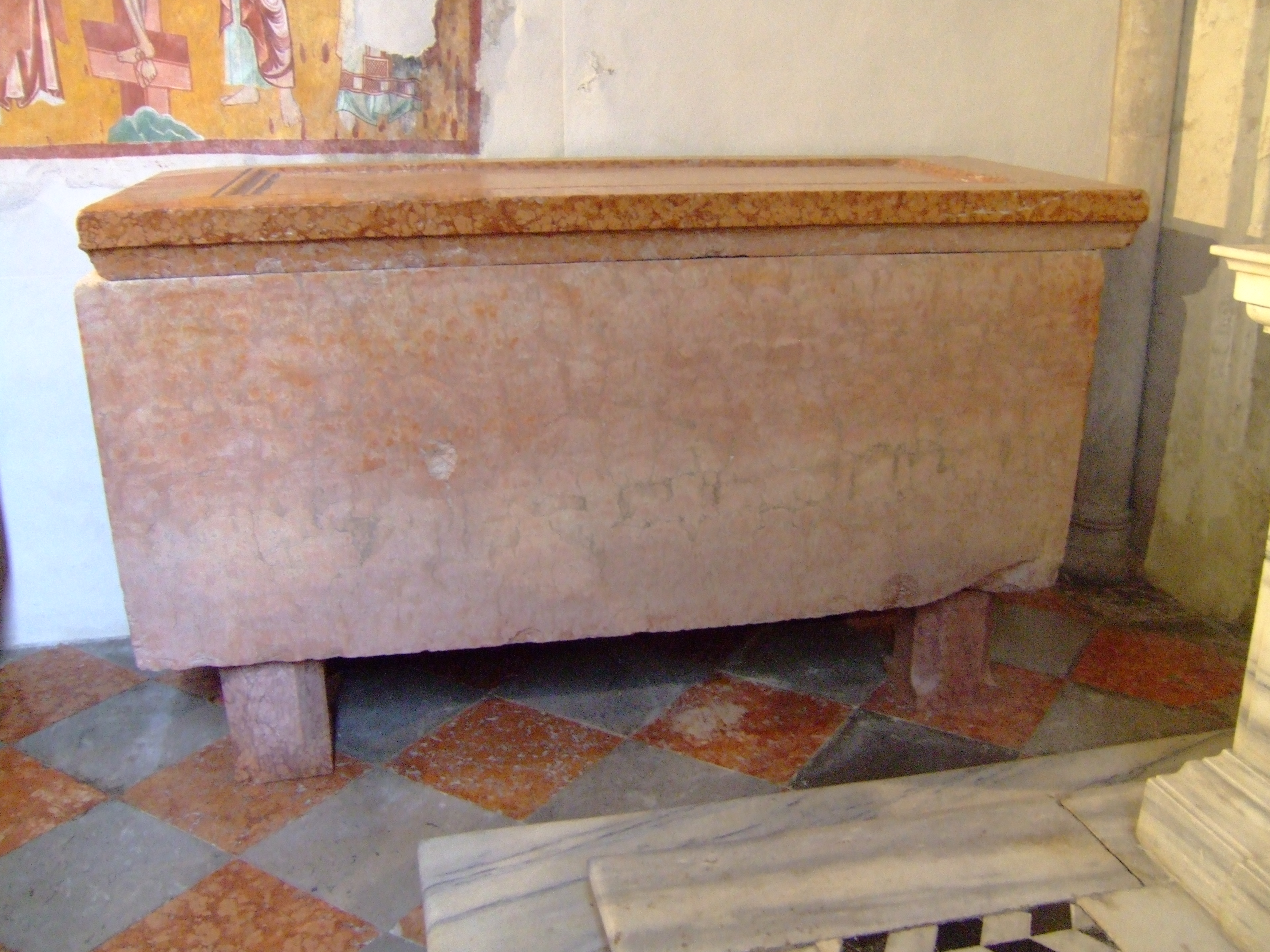
Tomba del patriarca Pagano della Torre (XIV secolo)
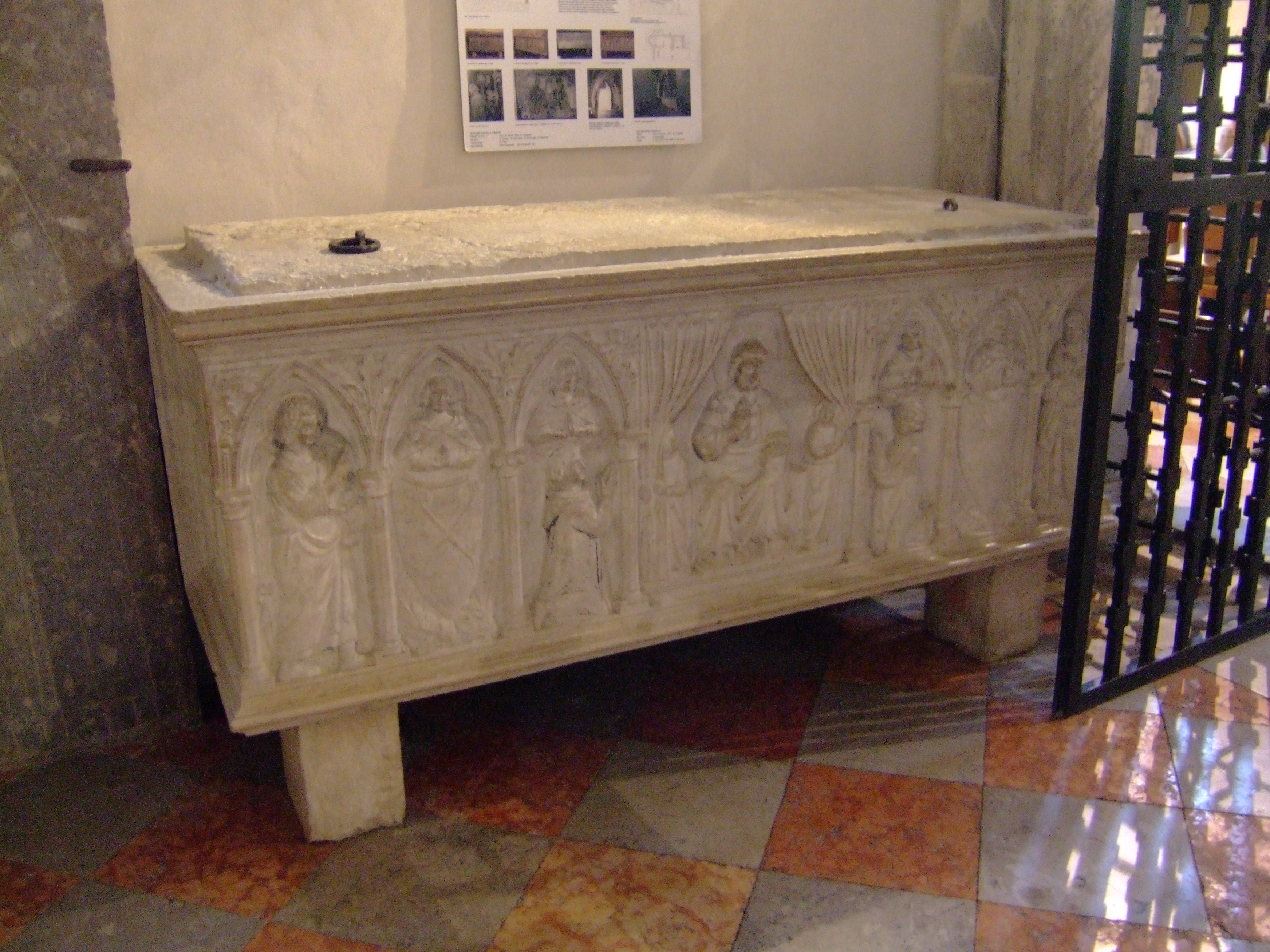
Tomba del patriarca Ludovico della Torre

### Cripta degli affreschi

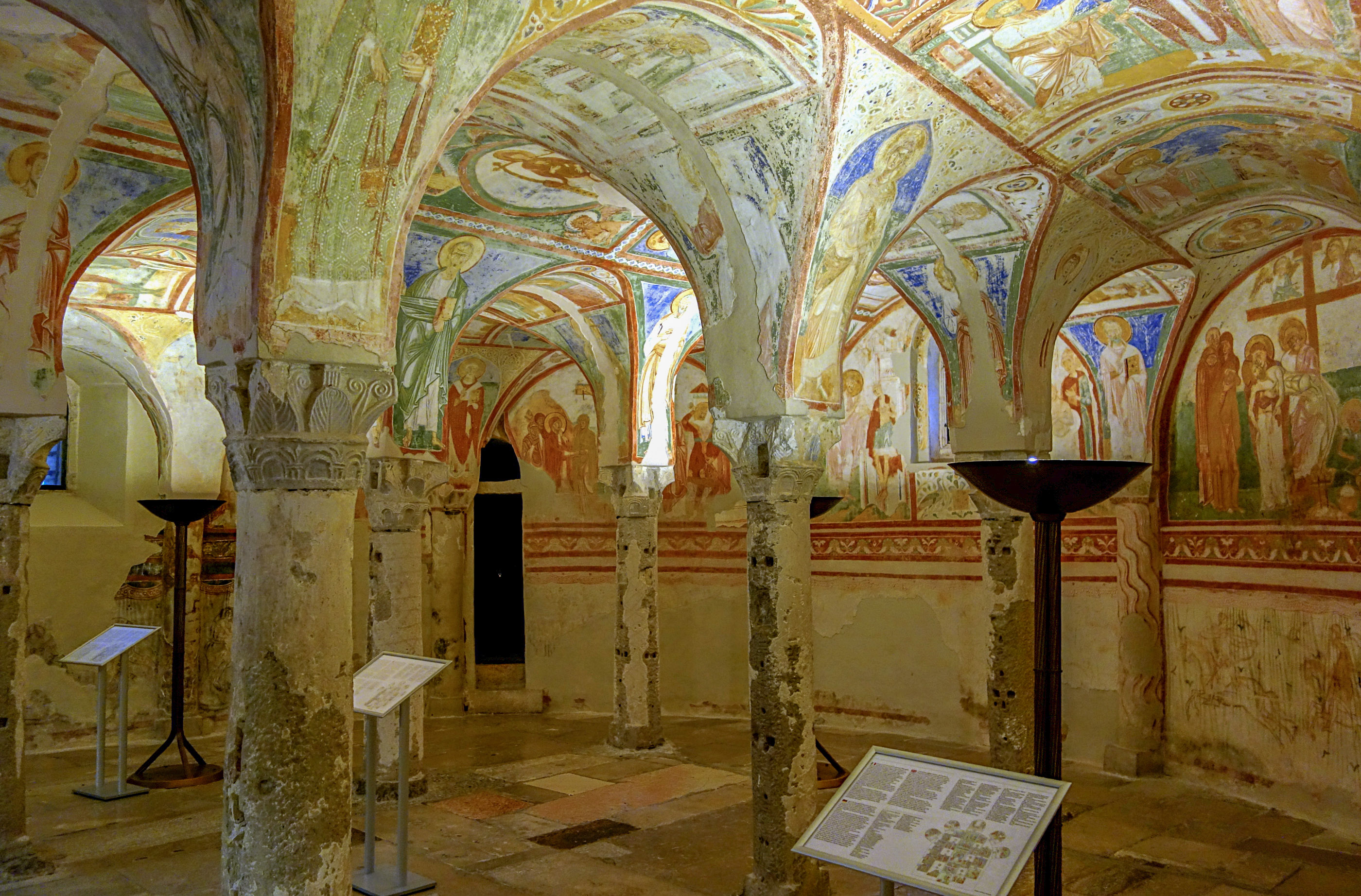
La Cripta degli Affreschi

Ubicata sotto il presbiterio, vi si accede tramite una piccola porta vicino alla gradinata che porta al presbiterio. Originariamente era costituita da una stanza quadrata, divisa in tre navate, con numerosi capitelli ancora presenti e fu costruita con la ristrutturazione voluta dal patriarca Massenzio all'inizio del IX secolo per custodire le reliquie dei santi locali. Assunse la forma attuale in epoca popponiana, XI secolo, con l'aggiunta dell'abside. L'intera cripta, colonne comprese, è affrescata con Storie della vita di Gesù e di Maria (pareti laterali e lunette), figure di santi (sguangi delle volte) e con quelle della Vita di san Marco e di san Ermacora (volte). È presente anche una dormitio Virginis e in basso, nello zoccolo, è raffigurato anche uno scontro fra un cavaliere occidentale ed uno orientale (quest'ultimo è volto all'indietro mentre punta l'arco). Lo stile è ancora bizantino e si fanno risalire alla seconda metà del XII secolo, con gli interventi di Ulrico di Treven, anche se taluni studiosi spostano la datazione alla prima metà dell'XI secolo.

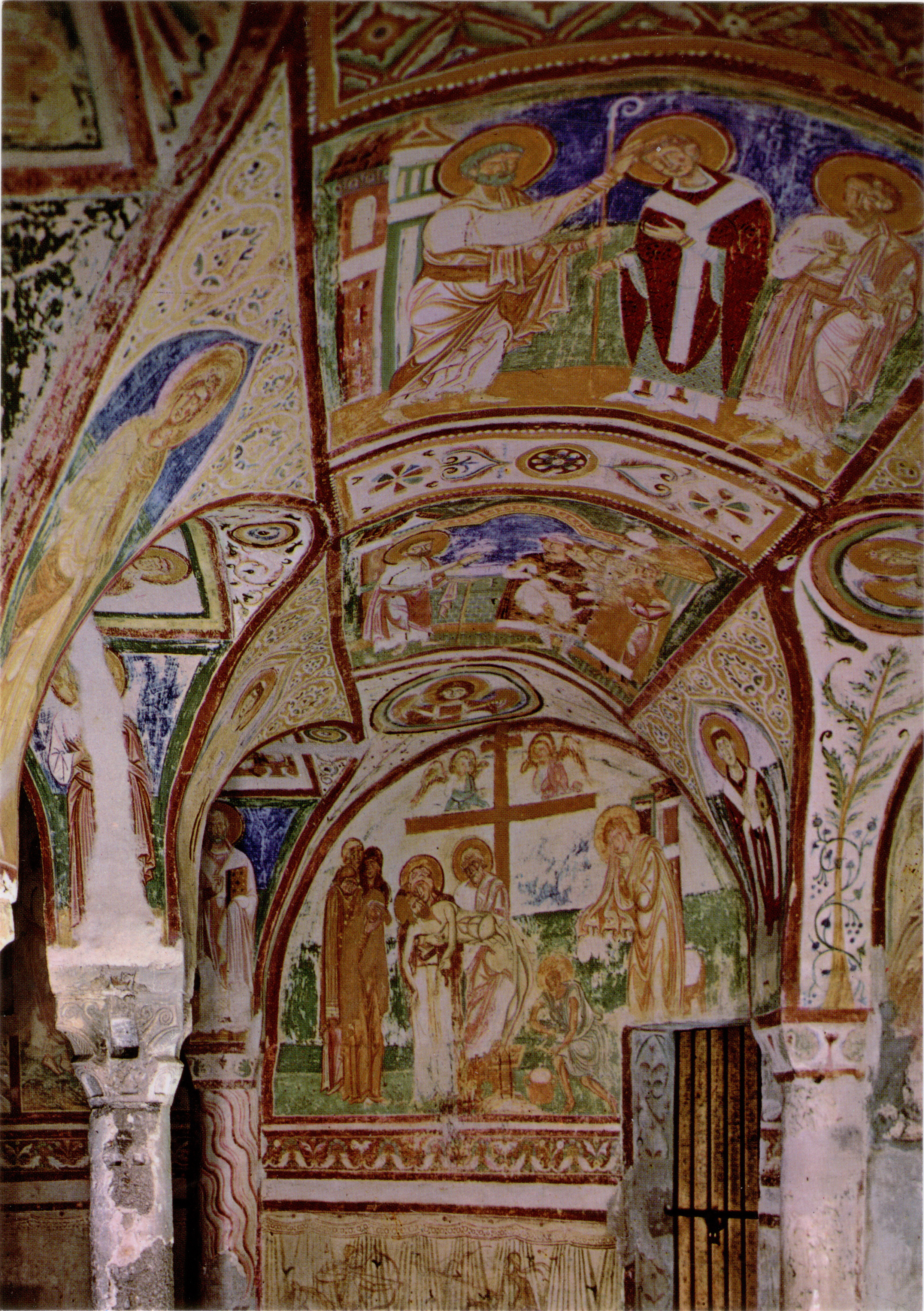
Parete con la Deposizione
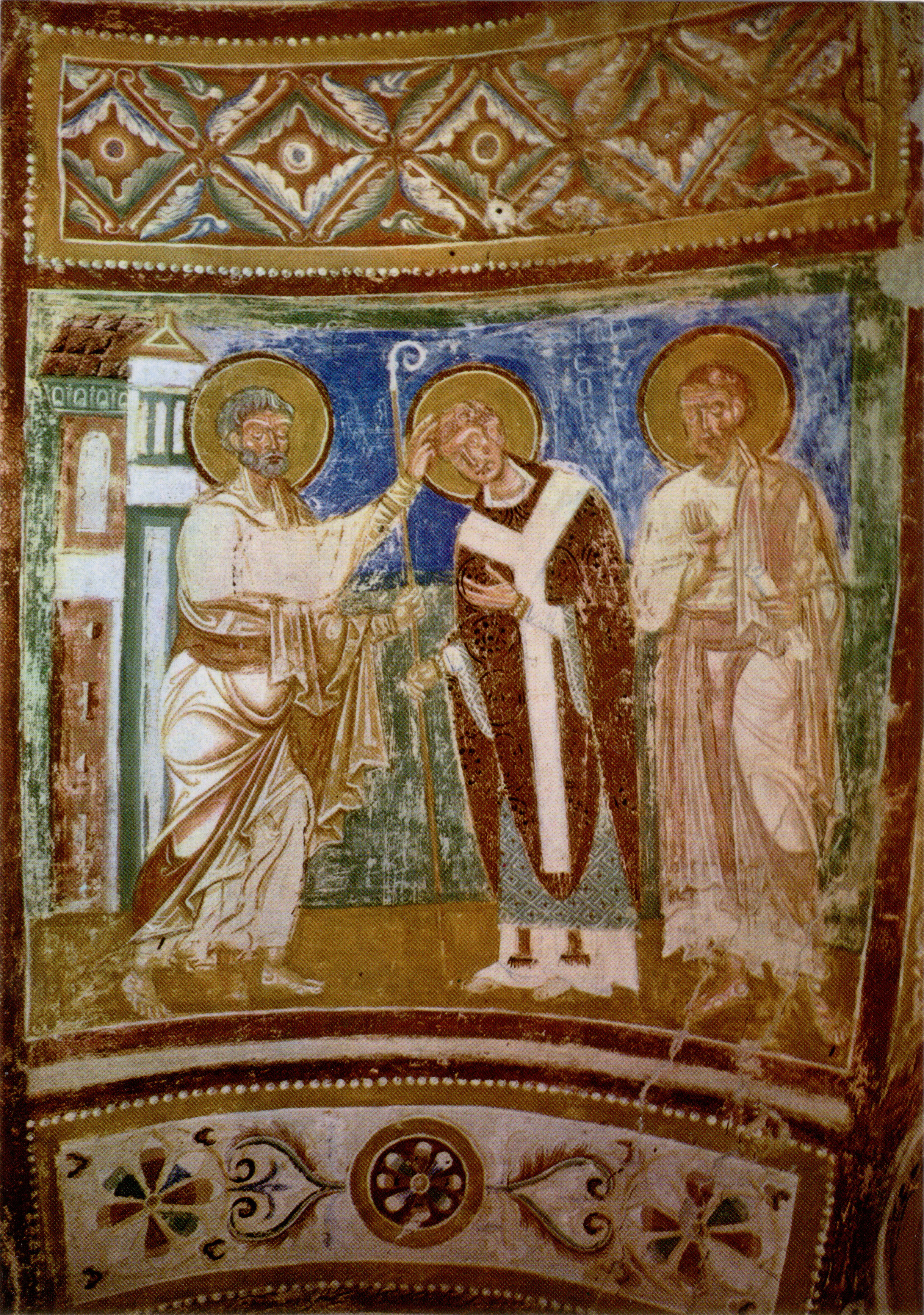
San Pietro consacra sant'Ermacora alla presenza di san Marco
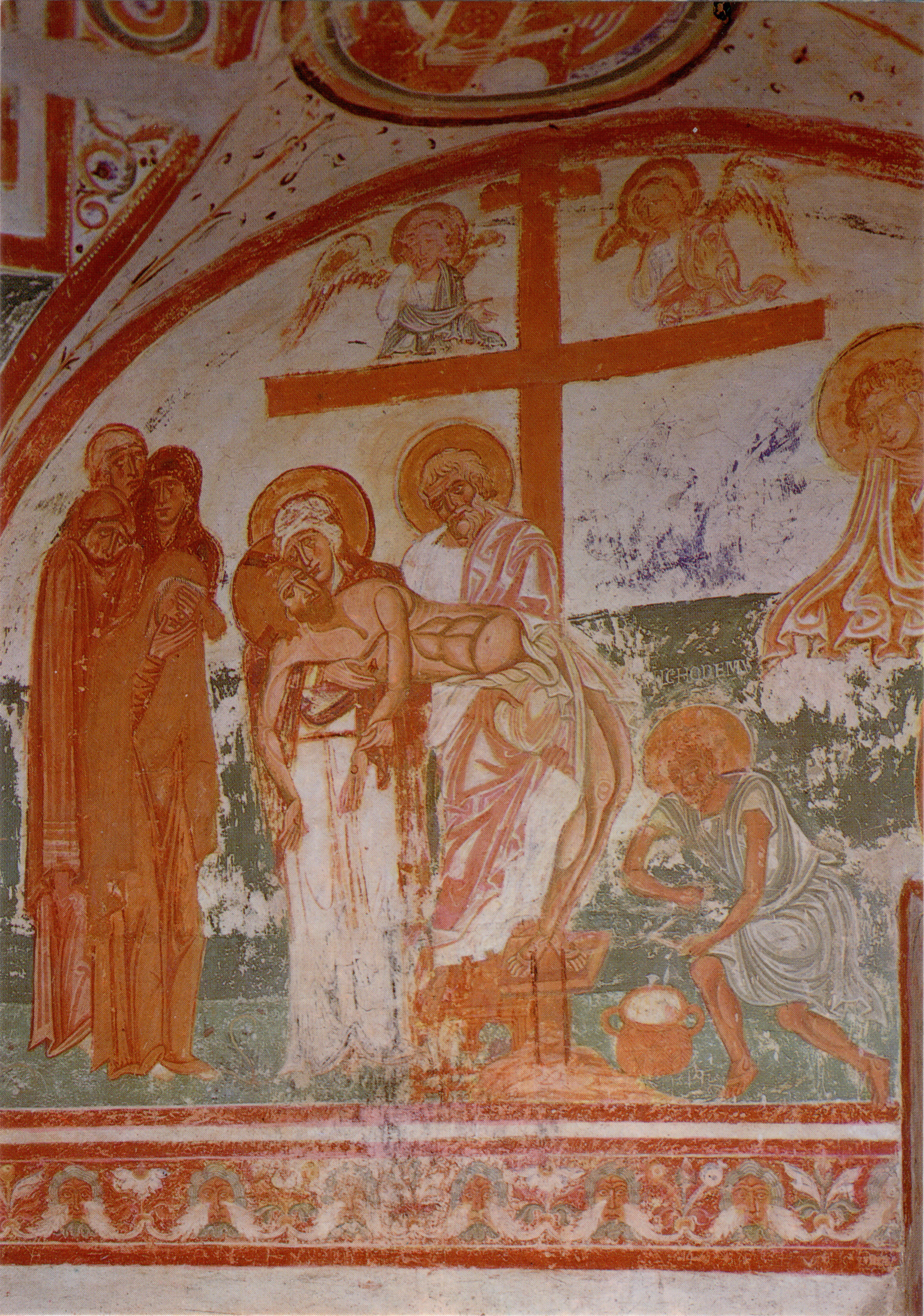
Deposizione

### Cripta degli scavi
Posta a sinistra dell'ingresso alla basilica, vicino al Santo Sepolcro. La cripta si estende alla sinistra della Basilica, fino al campanile. Sono stati trovati resti di tre epoche distinte, fra loro sovrapposte, dal principio dell'impero fino alla fine del IV secolo.
Lungo il percorso si possono ammirare mosaici appartenenti ai resti della basilica paleocristiana e a case romane precedenti. Sono particolarmente interessanti alcune figurazioni simboliche, come la scena di lotta tra il gallo e la tartaruga, simboli rispettivamente della luce e delle tenebre.

## Chiesa dei Pagani
La chiesa dei Pagani, così chiamata perché vi si radunavano i catecumeni è posta davanti alla Basilica ed è collegata con essa da un portico.Milite Ignoto (Italia)

## Battistero

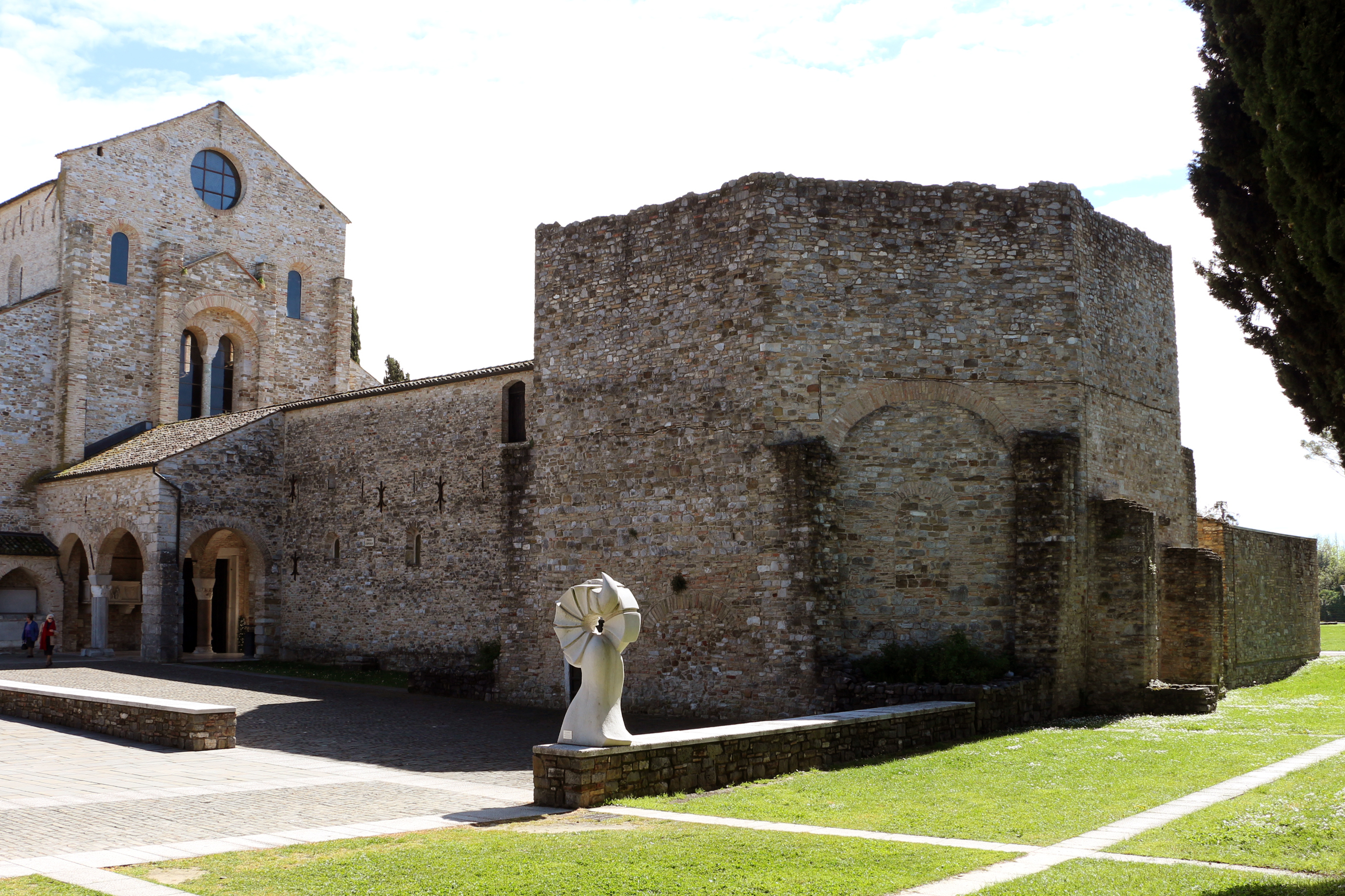
In primo piano sulla destra, il Battistero

In origine il Battistero aveva pianta quadrata all'esterno, ma era ottagonale all'interno. Una ristruttura di epoca medioevale ha eliminato tre delle quattro grandi nicchie poste sugli angoli. Le sei colonne tronche sono quanto resta di un ambulacro dal quale si elevavano i pilastri che sorreggevano l'antica cupola, crollata nel 1790.
Al centro della stanza è situata la vasca battesimale, di forma esagonale; fu restaurata nel 1739 a spese dell'imperatore Carlo VI d'Asburgo. Scavi risalenti ai primi anni '80 del secolo passato hanno scoperto resti della precedente vasca, che era di forma ottagonale.

## Torre Campanaria
Con i suoi 73 metri d'altezza, il Campanile della Basilica di Aquileia è l'elemento che dona slancio e completezza al complesso architettonico di Piazza Capitolo.
Il campanile di Carbonia si ispira, pur con dimensioni ridotte, alla medesima struttura

## Cimitero degli Eroi

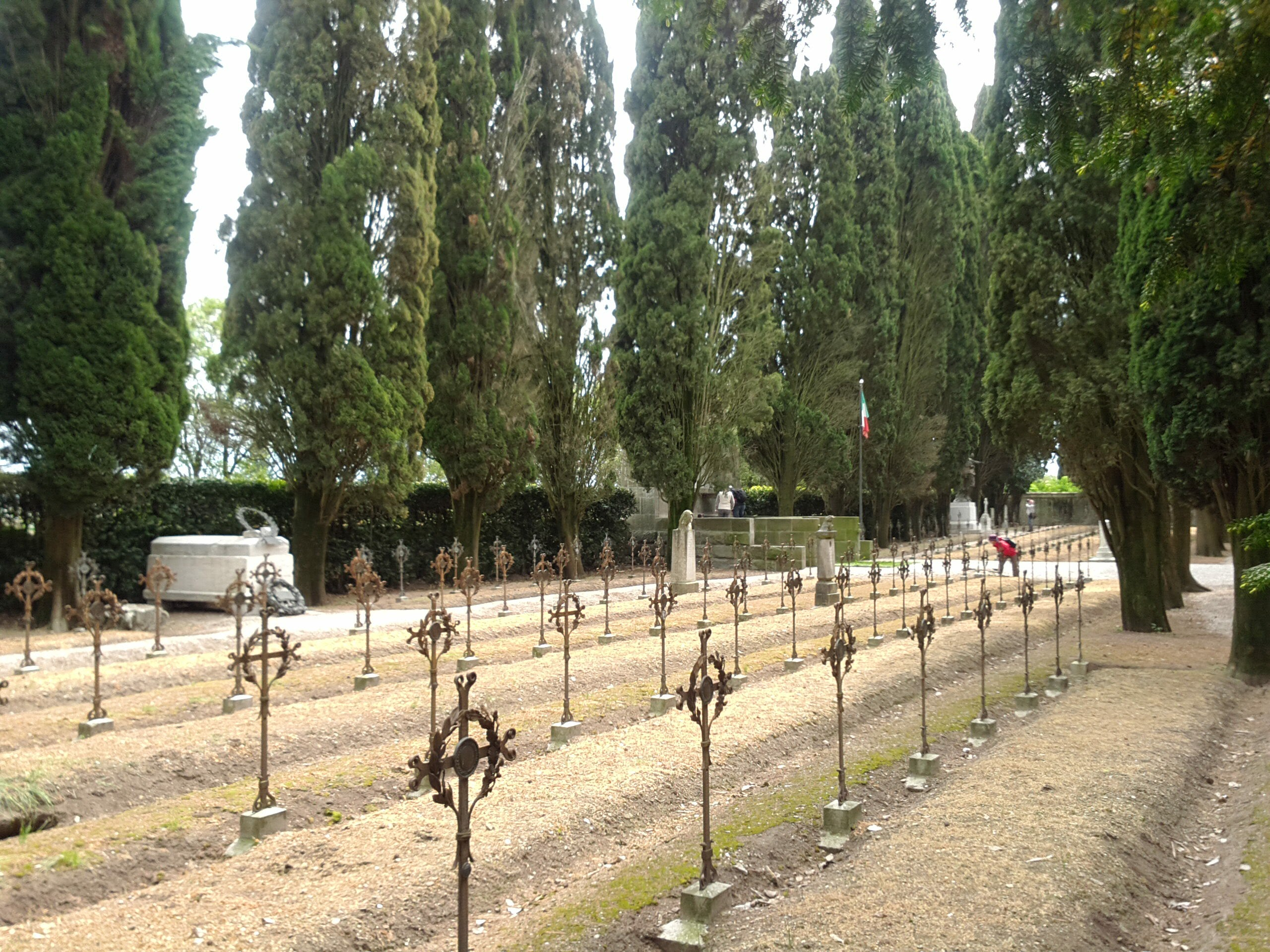
Cimitero degli Eroi

All'esterno, attorno all'abside della Basilica, vi è il cimitero dei caduti della prima guerra mondiale, dove riposano dieci degli undici militi ignoti e Maria Bergamas, che, madre di un volontario di guerra caduto e disperso sugli altopiani vicentini, in rappresentanze di tutte le madri scelse la bara dell'undicesimo milite ignoto le cui spoglie mortali riposano all'Altare della Patria a Roma dal 1921. Qui si trovano anche le tombe del generale Alessandro Ricordi di Milano, comandante della Brigata Murge, assieme a quella del capitano Conte Riccardo della Torre di Cividale, uccisi dalla stessa granata sulle falde del monte Ermada.
Il 4 febbraio 2018, grazie ad un Gemellaggio Spirituale con la Chiesa del Sacrario di Redipuglia, è stata schierata la Guardia d'Onore Regina Pacis di Redipuglia.

## Galleria d'immagini

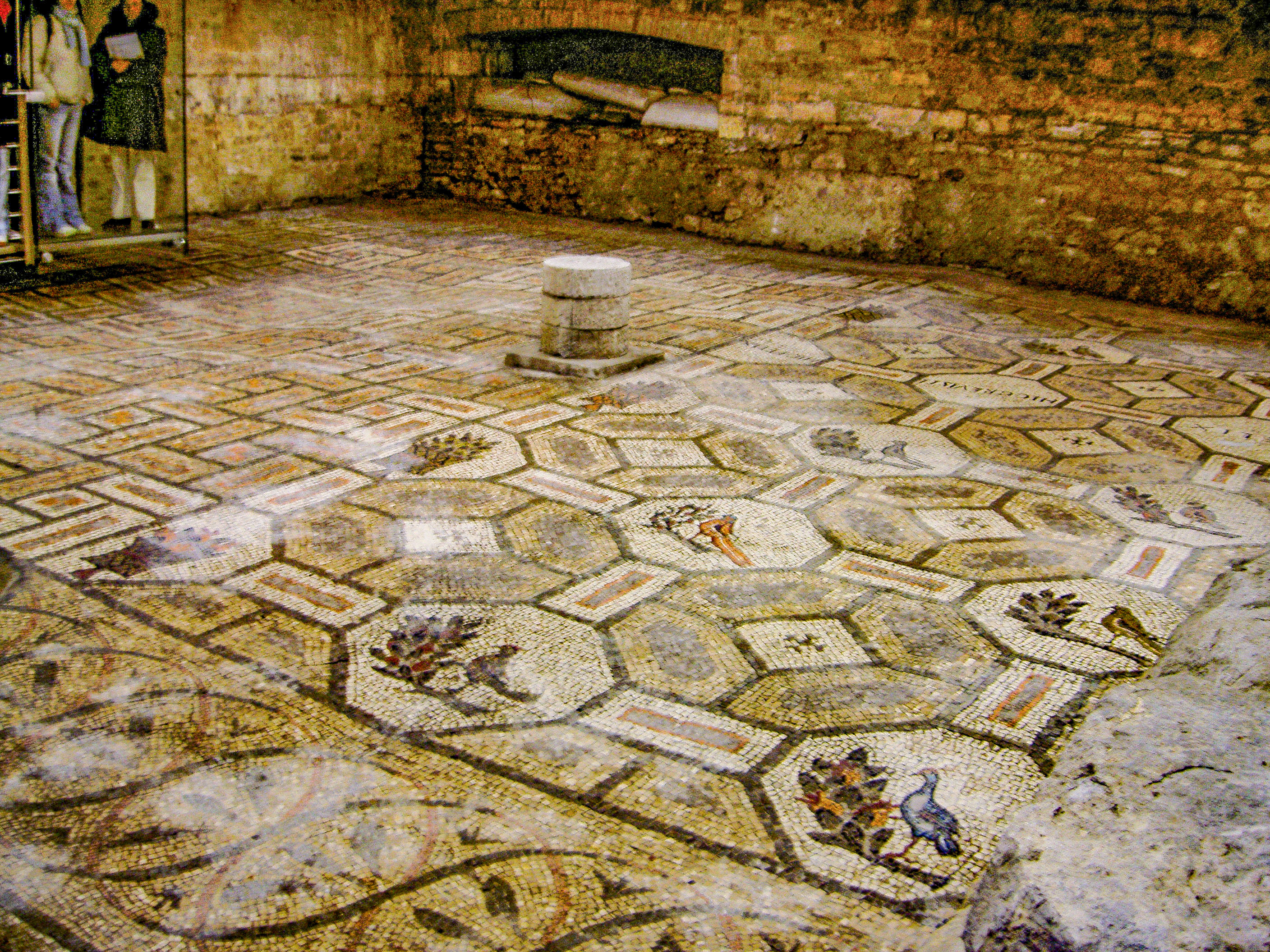
La pavimentazione mosaicata della Cripta
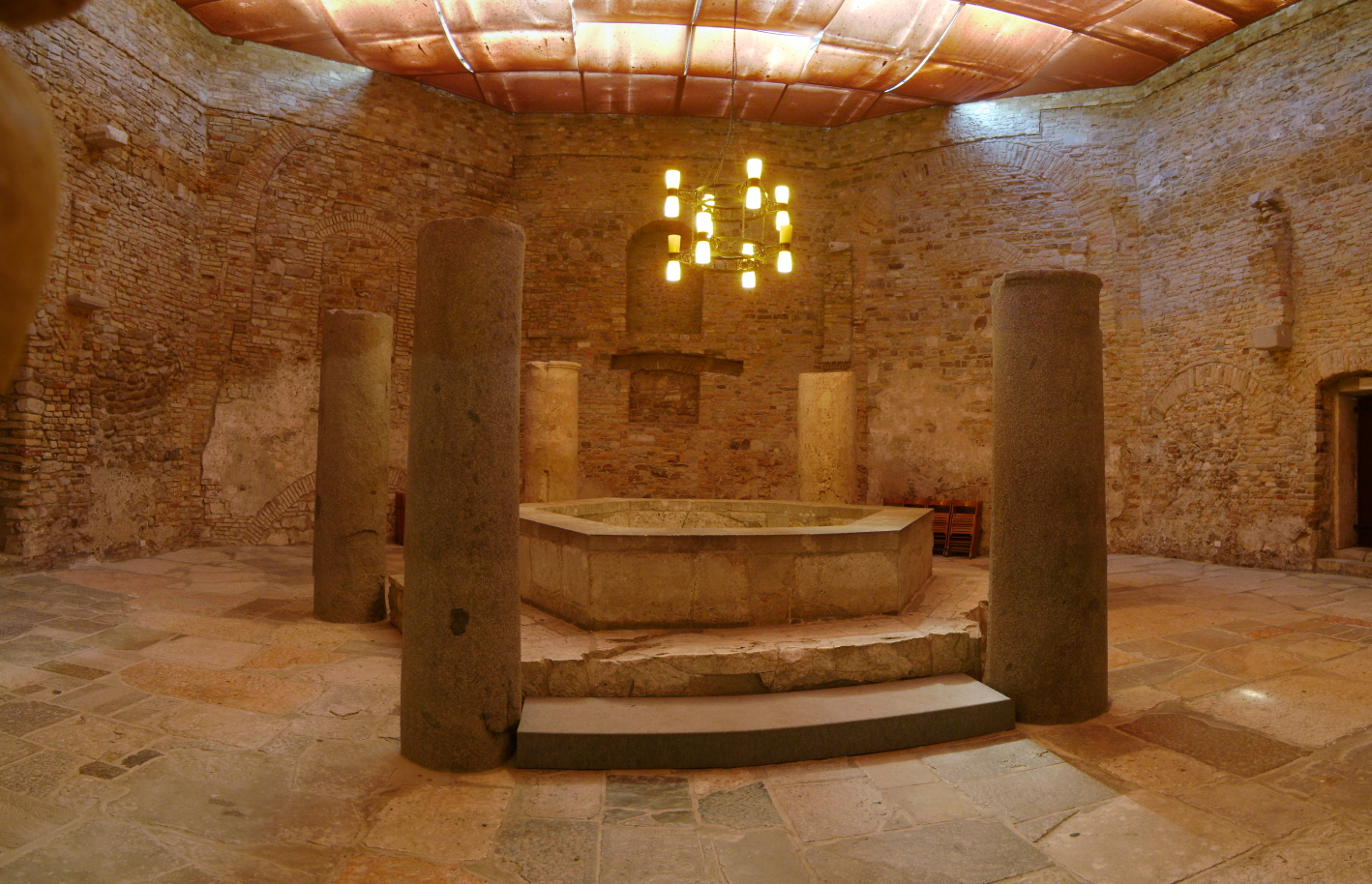
L'interno del Battistero